# Гун (футболист)
Ве́ллингтон Пере́йра Родри́гес (порт. Welington Pereira Rodrigues; 4 января 1986, Сан-Паулу, Бразилия), более известный как Гун (порт. Gum) — бразильский футболист, защитник.

## Биография
Гун родился в Сан-Паулу, и был выпускником молодежи клуба «Марилия». Он дебютировал за основной состав клуба в 2005 году, выступающий в Серии B, а до этого побывал в аренде в «Освалдо-Крузе», но не провел там ни одного матча.
13 сентября 2006 года Веллингтон был отдан в аренду клубу Серии A «Интернасьоналу» сроком до июля 2007 года. Не сыграв ни одного матча в лиге, он отменил свой контракт и вернулся в «Марилию».
26 июня 2008 года Гун подписал пятилетний контракт с «Понте-Претой».
Однако уже в 2009 году игрок перешёл во «Флуминенсе», в составе которого провёл почти десятилетие. С «трёхцветными» Гун дважды становился чемпионом Бразилии, выигрывал чемпионат штата Рио-де-Жанейро и Примейра-Лигу Бразилии. На протяжении нескольких лет Гун был капитаном команды.
8 марта 2019 года Гун перешёл в «Шапекоэнсе».

## Титулы
- Чемпион штата Рио-де-Жанейро (1): 2012
- Чемпион Бразилии (2): 2010, 2012
- Победитель Примейры-лиги Бразилии (1): 2016